# Julio Manrique i Vicuña
Julio Manrique i Vicuña   (Barcelona, 10 de juliol de 1973) és un actor, director i productor teatral català. Ha estat actor resident del Teatre Lliure i director artístic del Teatre Romea. L'octubre del 2023 es va anunciar que havia estat triat com a nou director del Teatre Lliure, càrrec que ocuparà des de l'1 de febrer de 2024 i fins a l'1 de febrer de 2029, en substitució de Juan Carlos Martel Bayod.

## Biografia
Va començar a estudiar Dret a la Universitat Pompeu Fabra. A tercer de carrera va entrar l'Aula de Teatre de la universitat, on va coincidir amb el director teatral Josep Maria Mestres, que li va donar l'oportunitat de participar el muntatge Enemic de classe perquè buscava actors joves. Després va estudiar a l'Institut del Teatre, on va acabar de formar-se com a actor, i l'any 1998 va ser becat per la Unió de Teatres d'Europa, en representació del Teatre Lliure, per participar en un taller internacional d'investigació sobre l'obra de Shakespeare.
S'estrena professionalment el 1994 com a actor al Teatre Lliure amb l'obra Enemic de classe, i des de llavors no ha parat. Ha treballat amb directors teatrals de la talla d'Àlex Rigola, Xavier Albertí, Sergi Belbel, Oriol Broggi, entre d'altres. El gran públic, però, el coneix més per la seva carrera a la televisió, on va debutar a la serie La memòria dels Cargols amb dos personatges capitulars. El seu primer protagonista va ser a Nissaga l'Herència, una seqüela de Nissaga de poder, on feia el paper de Roger, fill d'Eduard i Abril Montsolís i net de Mateu i Eulàlia Montsolís. Però va ser a Temps de Silenci on va aconseguir popularitat, gràcies al seu personatge Antonio, un fill d'emigrants andalusos dels anys 50 que es ficava en la lluita clandestina contra el franquisme. L'èxit televisiu definitiu li va arribar amb la serie Porca misèria, de Joel Joan, on interpretava el paper d'Àlex Fernández, un seductor sense estudis que vivia en un veler al port de Barcelona.
Julio Manrique, a més de la televisió i el teatre, també s'ha dedicat al cinema, amb pel·lícules com  Fill de Caín, Febrer, etc. El 2006 va fer el salt a la direcció escènica amb l'obra Els boscos, a la Sala Beckett, i crea una companyia teatral pròpia que tindrà molts èxits de crítica, públic i premis. El 2010 rep l'encàrrec de gestionar el Teatre Romea, i el 2015 forma la productora La Brutal amb David Selvas i Cristina Genebat, traductora d'algunes obres seves. El 2016 torna a col·laborar amb el Joel Joan a la tele, a la segona temporada de la sèrie El Crac, interpretant una autoparòdia.

## Filmografia

### Televisió
- 1999: La memòria dels Cargols (2 episodis)
- 1999: Nissaga, l'herència
- 2001: Valèria (telefilm)
- 2001: Temps de silenci
- 2001: Carles, príncep de Viana (telefilm)
- 2001: L'estratègia del cucut (telefilm)
- 2004: Delta (telefilm)
- 2004-2004: Porca misèria
- 2006: Coses que passen... (telefilm)
- 2006: Càmping (telefilm)
- 2009-2011: Infidels
- 2011: Ermessenda
- 2011: 14 d'abril. Macià contra Companys (telefilm)
- 2013: Isabel
- 2014: 39+1
- 2016:Cites
- 2016:El Crac

### Cinema
- 2003: Soldados de Salamina, de David Trueba
- 2004: Febrer, de Sílvia Quer
- 2013: Fill de Caín, de Jesús Monllaó

## Teatre
Manrique té un llarg recorregut en l'àmbit de l'actuació i la direcció teatrals. Com a actor, ha treballat en més d’una quarantena d’espectacles i ha rebut nombrosos reconeixements per la seva feina. L’hem pogut veure en muntatges com L’oncle Vània, d’Anton Txékhov; Èdip, de Sòfocles; Don Joan, de Molière; El rei Lear, Timó d’Atenes, Hamlet, Romeu i Julieta, Juli Cèsar o Titus Andrònic, de William Shakespeare; L’orfe del clan dels Zhao, de Ji Junxiang; Incendis, de Wajdi Mouawad; 2666, de Roberto Bolaño, o Ànsia, de Sarah Kane, entre molts altres. Al llarg dels anys ha treballat amb directors com Oskaras Koršunovas, Oriol Broggi, David Selvas, Lluís Pasqual, Carlota Subirós, Sergi Belbel, Xavier Albertí, Calixto Bieito, Àlex Rigola i Josep Maria Mestres, entre d’altres.
Ha dirigit prop d’una trentena d’espectacles, gràcies als quals ha rebut nombrosos reconeixements, com ara tres premis Max, diversos Premis de la Crítica, el premi Serra d’Or i el Premi Butaca en repetides ocasions. 
Al Teatre Lliure, ha dirigit Les tres germanes, d’Anton Txékhov; L’ànec salvatge, de Henrik Ibsen; El curiós incident del gos a mitjanit, de Simon Stephens; L’arquitecte, de David Greig; American Buffalo, de David Mamet i La forma de les coses, de Neil LaBute.
En la seva trajectòria com a director, destaquen també treballs com Love, Love, Love, de Mike Bartlett; Amèrica, de Sergi Pompermayer; L’adversari, d’Emmanuel Carrère; Animal Negre Tristesa, d’Anja Hilling; Carrer Robadors, de Mathias Énard; Jesuralem, de Jez Butterworth; La reina de la bellesa de Leenane, de Martin McDonagh; La treva, de Donald Margulies; Roberto Zucco, de Bernard-Marie Koltès; Coses que dèiem avui, de Neil LaBute; Llum de guàrdia, de Sergi Pompermayer; Product de Mark Ravenhill, o Els boscos, de David Mamet. En alguns d’aquests espectacles ha participat com a dramaturg, autor i adaptador, i també ha rebut importants reconeixements per aquesta tasca.

## Premis[7]
- 2000: Premi de la Crítica al millor actor per Titus Andrònic i Ànsia
- 2008: Premi Butaca a la millor direcció per La forma de les coses
- 2008: Premi Butaca al millor espectacle per La forma de les coses
- 2008: Premi de la Crítica al millor actor per Hamlet
- 2010: Premi Butaca a la millor direcció per American Buffalo
- 2012: Premi Butaca a la millor direcció per Coses que dèiem avui
- 2012: Premi Butaca al millor espectacle per Coses que dèiem avui
- 2014: Premi Butaca al millor actor per L'orfe del clan dels Zhao
- 2015: Premi Butaca a la millor direcció per El curiós incident del gos a mitjanit
- 2015: Premi Butaca al millor espectacle per El curiós incident del gos a mitjanit
- 2015: Premi de la Crítica al millor espectacle per El curiós incident del gos a mitjanit
- 2016: Premi Continuarà a la millor direcció per La treva
- 2017: Premi Butaca a la millor direcció per L'ànec salvatge
- 2017: Premi Butaca al millor espectacle per L'ànec salvatge
- 2017: Premi de la Crítica a la millor direcció per L'ànec salvatge
- 2017: Premi de la Crítica al millor espectacle per L'ànec salvatge
- 2017: Premi Max a la millor direcció per L'ànec salvatge
- 2019: Premi Butaca a la millor direcció per Jerusalem
- 2019: Premi Butaca al millor espectacle per Jerusalem
- 2020: Premi de la Crítica al millor espectacle per Les tres germanes
- 2020: Premi Max a la millor adaptació per Les tres germanes
- 2021: Premi Max a la millor adaptació per Carrer Robadors
- 2023: Premi Teatre Barcelona a la millor direcció per Animal Negre Tristesa
- 2023: Premi de la Crítica a la millor direcció per Animal Negre Tristesa
- 2023: Premi de la Crítica al millor espectacle per Animal Negre Tristesa
- 2023: Premi Serra d'Or al millor espectacle per Animal Negre Tristesa[8]